# تود جوزيف مايلز هولدن
تود جوزيف مايلز هولدن (بالإنجليزية: Todd Joseph Miles Holden)‏ هو عالم إنسان أمريكي، ولد في 1958.